# Степан Спєх
Спєх Степан (с. Глідно пол. Hłudno, 13 червня 1922 Перемишльський край — 22 лютого 2009, Мюнхен) — український вокаліст, оперний співак, композитор, нотний графік, громадський діяч, популяризатор української музики за межами України.

Ось як оповідає про себе автор у автобіографії: 
Я родився 13 червня1922 р. в селі Глідно (Hłudno) Березівського повіту Львівського воєводства (Надсяння). Син Ігнатія і Меланії з роду Черкес. Батько — римо-католик, поляк (син мішаного супружжя: мама українка з роду Скотніцка), моя мама греко-католичка, українка, дочка українських родичів. Про особи і імена, як рівнож про село Глідно описую докладніше тому, що найбільші переживання і знущання переносили мішані супружжа, а село Глідно попало під переселенчу акцію «Wisła» і всі українці були переселені на Україну, а на Глідні залишилися жінки мішаного супружжя, які були певні себе, при обороні чоловіків, які мали також вплив на рішення, для їхнього забезпечення.

## Життєпис

#### Дитинство
Степан Спєх народився в селі Глідно, яке розташоване в Березівському повіті на Ряшівщині (сьогодні Польща), на історичній території Лемківщини.
У селі проживала велика кількість українців, які мали українську церкву і читальню. Під час святкувань проводили концерти і ставили вистави. Степан ще з дитинства мріяв бути музикантом, тому був активним в громаді та співав у церковному хорі.
Все життя він згадував про своє дитинство і про свого діда Юрка Черкеса, який багато років був війтом села.

#### Ансбахський період
У 1940 році під час Другої світової війни Степана Спєха разом із багатьма іншими примусово забирають у Німеччину як остарбайтера.

Степан Спєх пригадує той час в автобіографії: 
З кінцем лютого, зібравши новий транспорт, ми рушили в дорогу під охороною поліції з собаками. При довших зупинках подавали нам дівчата горячий чай, бо ночі були ще холодні. 3 березня 1940 року, під вечір, ми прибули до Ансбаху (Ansbach/Mittelfranken).
У німецькому місті Ансбах він потрапляє на господарство, де господар Фрідріх Віттеманн йому дає відповідальність за коней, довідавшися, що Степан з кіньми вже працював у свойому селі Глідно. Пізніше Степан згадує цього господаря за велику доброту. Бо зустрічаючись з іншими земляками, що працювали в інших господарів, слухав їхні історії і розумів, як сильно йому пощастило. На відміну від інших, Степан жив у господаря як член родини, мав повну волю і сидів зі всіма за одним столом.
Після закінчення війни американські військові звільняли полонених і остарбайтерів, допомагали людям повернутися додому. Степан попадає в табір втікачів, звідки просить помочі в урядника пана Умрата (Umrath), який жив всі роки у сусідстві господарсвта, і з яким він все мав товариські стосунки. Пан Умрат помагає Степанові оформити дозвіл на роботу в Німеччині, і Степан повертається до того ж свого господаря — тепер вже на нормальну роботи з зарплатою. Він переходить з табору на приватне житло. А з часом пересиляється у Мюнхен.
Надія стати музикантом, яку він практично втратив під час війни, повернулася. У Мюнхені Степан Спєх починає навчатися музики у відомих музикантів-виконавців: піаністки Клер Фрюлінг-Ґерлях і видатного тенора Ореста Руснака.

#### Нью-Йоркський період
У післявоєнний час багато людей почали емігрувати в США. З надією про продовження музичної освіти, Степан Спєх, разом з американськими солдатами, відправляється на військовому корабліми на інший континент.

Спогади з корабля «Генерала Гарі Тейлор» («General Harry Taylor»): 
Коротко по обіді всідали на військовий корабель «Harry Taylor» і під вечір рушили в дорогу. Знаючи вже кілька слів по англійськи, був призначений для цілого покладу (відділу) українців на гаусмеістра. Виконавши рано, перед візитою порядку всі вказівки, вже після візити мав цілий день вільний від праці: бігав по кораблі і шукав можливостей для фото-знимок. Після додержання цінних вказівок від товаришів, які виїхали скоріше, подаючи мені листовно потрібні інформиції, від початку їзди, були мені корисні.
26 вересня 1951 року Степан Спєх поїхав до Америки, і там він перебуває у Нью-Йорку, намагаючися знайти засоби для життя й вдосконалення в улюбленому ділі. Він знаходить велику українську громаду, яка створювала безпечне місце для збереження власної культури і традицій, створивши цілу інфраструктуру для цього. Він навчається у Українському музичному інституті у класі сольного співу в Іванни Прийми, а з композиції — у Володимира Грудина. Навчаючись в інституті нотної грамоти, Степан почав активно займатися переписуванням музичного тексту для українських музикантів за потреби й заробляти на цьому гроші, використовуючи свій каліграфічний талант. Він пізніше часто говорив: «Я є оперний співак, композитор i нотний графік».
Нью-Йоркський період ознаменовується початком його активної кар'єри виконавця-вокаліста, багатьох музичних проектів та концертів. Американській публіці Степан Спєх став відомим через трансляції Нью-Йоркського громадського радіо WNYC.
Степан був членом театральної студії Олімпії Добровольської та Йосипа Гірняка, а також учасником хору «Думка» під керівництвом Леонтія Крушельницького.
Після завершення навчання в інституті Степан Спєх почав працювати в оперній студії «Ґунда Йордан», де виконував оперні арії під керівництвом Альберта ді Натале.
13 квітня 1957 року Степан Спєх зорганізував для свого колишнього учителя тенора Ореста Руснака концерт в Нью-Йорку з рамени Українського Літературно-Мистецького Клюбу, де вони після багатьох років знову зустрілися особисто. Цього року відбувся в Нью-Йорку також «Вечір Молодих Мистців», на який Степан Спєх готувався заспівати українські народні пісні під свою власну гармонізацію. Представивши свої ноти його учительці проф. Іванні Прийма, вона похвалила ноти, але відмовилася акомпаніювати на фортепіані запропоновані пісні. Натомість вона заохотила Степана, закомпонувати свою власну пісню. В цей момент Степан переглянув свій збірник поезій і написав мелодію до слів Микола Горішнього «Гей, приснилось мені моє рідне село». Ця його перша композиція в майбутньому мала стати як гимном вихідців села Глідно, між якими також пізніший Патріарх Димитрій Ярема. З Димитрієм Яремою вони в селі товаришували, а вже після повернення з Америки Степан Спєх мав мошливість поїхати в України і знову стрінути Патріарха особисто.

#### Мюнхенський період
18 вересня 1959 року Степан повертається у Німеччину, перше в Ансбах, а тоді в Мюнхен, і розпочинає співпрацю з піаністкою Аннемарією Ваґнер та її камерним хором. В 1960 роках Степан разом із Аннемарією та її хором здійснили концертний тур Італією. Одним із творів у репертуарі хору була «Божественна Літургія» українською мовою, написана композитором. Цей хор виконував «Божественну Літургію» Степана Спєха дуже часто, подорожуючи багато років по містах Німеччнини та Європи.
В грудні 1979 року Владика Мюнхенської Апостольської Екзархії Платон Корниляк видав книжку з нотами літургії друком з нагоди 20-ліття існування Екзархії.
В цей час Степан Спєх, коли не гастролював з хором, у січні 1967 року записав при супроводі циганського ансамблю Шандора Лакатоша на платівці APON низку українських народних пісень і танців під назвою «Перли України».
Мюнхенський період головно характеризується як плідний на композиторську діяльність. Степан Спєх організовує ряд концертів, де він та інші відомі солісти співають його власні композиції в різних відомих приміщеннях. Також тут розпочинається період у житті Степана Спєха, коли він працює дяком у Мюнхенській Українській Католицькій Церкві. Співаючи сольо і в хорі, він взяв на себе не тільки завдання дяка, а також відповідальність хормейстера: він проводив репетиції, створював і переписував партії для голосів, продовжуючи діяльність нотного графіка та музичного редактора. 
Його широка церковно-музична діяльнісь приводила до постійних добрих контактів до церкових діячів, священників та владик. Одною з головних зустрічей була в лютому 1982 року імпреза з нагоди відсвядкувань 90-х уродин Патріарха Йосифа Сліпого у Римі, на яку Степан Спєх був особисто запрошений. Там він представляє Патріархові свого сина Степана, який в той час вже також почав розом зі своїм батьком в церкві співати.
Степан Спєх влаштовував зустрічі з керівниками німецьких організацій, знайомлячи всіх з українською культурою, традиціями й мистецтвом.
26 лютого 2009 року в українській церкві в Мюнхені, де він довгі роки був дяком, Владика Петро відправив заупокійну літургію i Панахиду.
27 лютого 2009 року відбувся похорон, його було поховано у Мюнхені на цвинтарі Вальдфрідгоф. Похорон закінчився піснею «Чуєш, брате мій…», а почався його власною композицією «До Тебе, Боже», де на органах грав Тарас Ященко. Після цього відбулася тризна.

## Сім'я
Степан Спєх зустрів свою майбутню дружину майже одразу після повернення зі США у Мюнхен. Ірина Качанюк-Спєх була родом зі Львова, як дитина переїхала до Німеччини. Вона навчалася на учительку в Університеті Люгвіґа Максиміліана у Мюнхені.
Степан й Ірина зустріли один одного вкінці 1959 року, і 16 травня 1964 року одружилися.
12 травня 1965 року у них народився перший син Осип, 20 квітня 1967 — другий син Степан, а 14 жовтня 1969 року — третій син Андрій. У сина Степана народжується 04 липня 2006 року перший внук Степана Спєха: Нестор.
Сини Осип і Степан створили разом компанію ukimedia, метою якої був переклад комп'ютерного забезпечення українською мовою. Пізніше компанія розширила свою діяльність на програмні забезпечення для радія і телевізії, проте обидва брати продовжили активно займатися культурною діяльністю у Мюнхені.
Молодший син Андрій є вчителем танців. Він вів український танцювальний гурток, а також видав українські співаники. Окрім цього, Андрій добре володіє мистецтвом гри на гітарі.
Сини до сьогодні організовують різні культурні події у Мюнхені ніби продовжуючи діло батька як спадок, пропагуючи та популяризуючи українську культуру у світі.

## Хронологія відомих концертів
У 1953 році відбувся один із концертів Степана «Третій Літературно-Мистецький Ярмарок», де співак виконав твір С. Людкевича «Черемоше, брате мій», організований Українським літературно-мистецьким клубом в Нью-Йорку.
23 червня 1957 року у місті Глен Спей (США) відбулося відкриття пам'ятника поетові з нагоди цього ювілею, де Степан Спєх виконав солоспів «Як почуєш вночі» (слова І. Франка, муз. Д. Січинського) і «Навколо шум» (арія Раона з опери «Сафо» М. Лисенка).
31 травня 1963 року відбувся авторський концерт композитора у Мюнхені
31 січня 1976 року відбулася велика авторська програма Степана Спєха, яка представила хорові і вокальні твори композитора у залі зустрічей Товариства українців Німеччини в Мюнхені.
10 липня 1977 року в церкві, в оселі Людвігсфельд вперше прозвучала Божественна Літургія св. Йоана Золотоустого для мішаного хору та солістів українською мовою, яку написав Степан Спєх.
9 червня 1982 року в Лембахґалєрі відбувся авторський концерт Степана Спєха, який організувало Центральне представництво української еміграції в Німеччині.
16 липня 1989 року Український Християнський робітничий рух організував святочну академію з нагоди 175-ліття від дня народження Тараса Шевченка, де композитор виконав твір, до якого написав музику — «Мені тринадцятий минало».
14 липня 1990 року відбувся Шевченківський концерт-лекція, в якому з доповідями про творчість поета виступили доктор Роланд Пітч зі Штутгарда і магістр Мирослав Антохій із Мюнхена. Після лекцій відбувся концерт фолькгрупи «Бандура» зі Штутгарда, а солістами були відомі виконавці Світлана Микитчак Дубровська (сопрано), Степан Спєх (тенор) і Богдан Шарко (баритон, бандурист). Фортепіанний супровід забезпечила Ореста Цибрівська-Міллер, а декламувала поезію Мартіна Зауер.

## Список творів

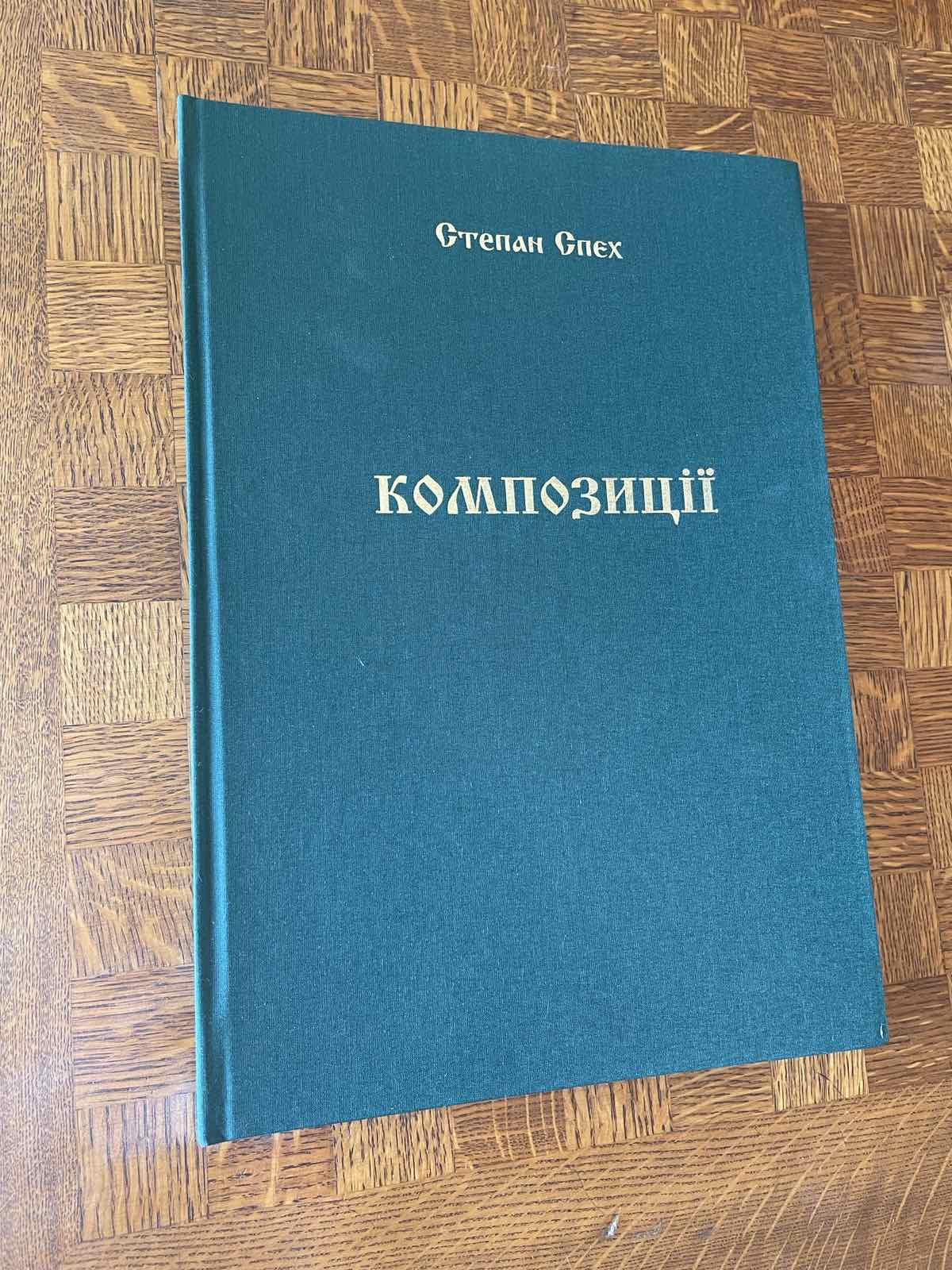
Степан Спєх КОМПОЗИЦІЇ

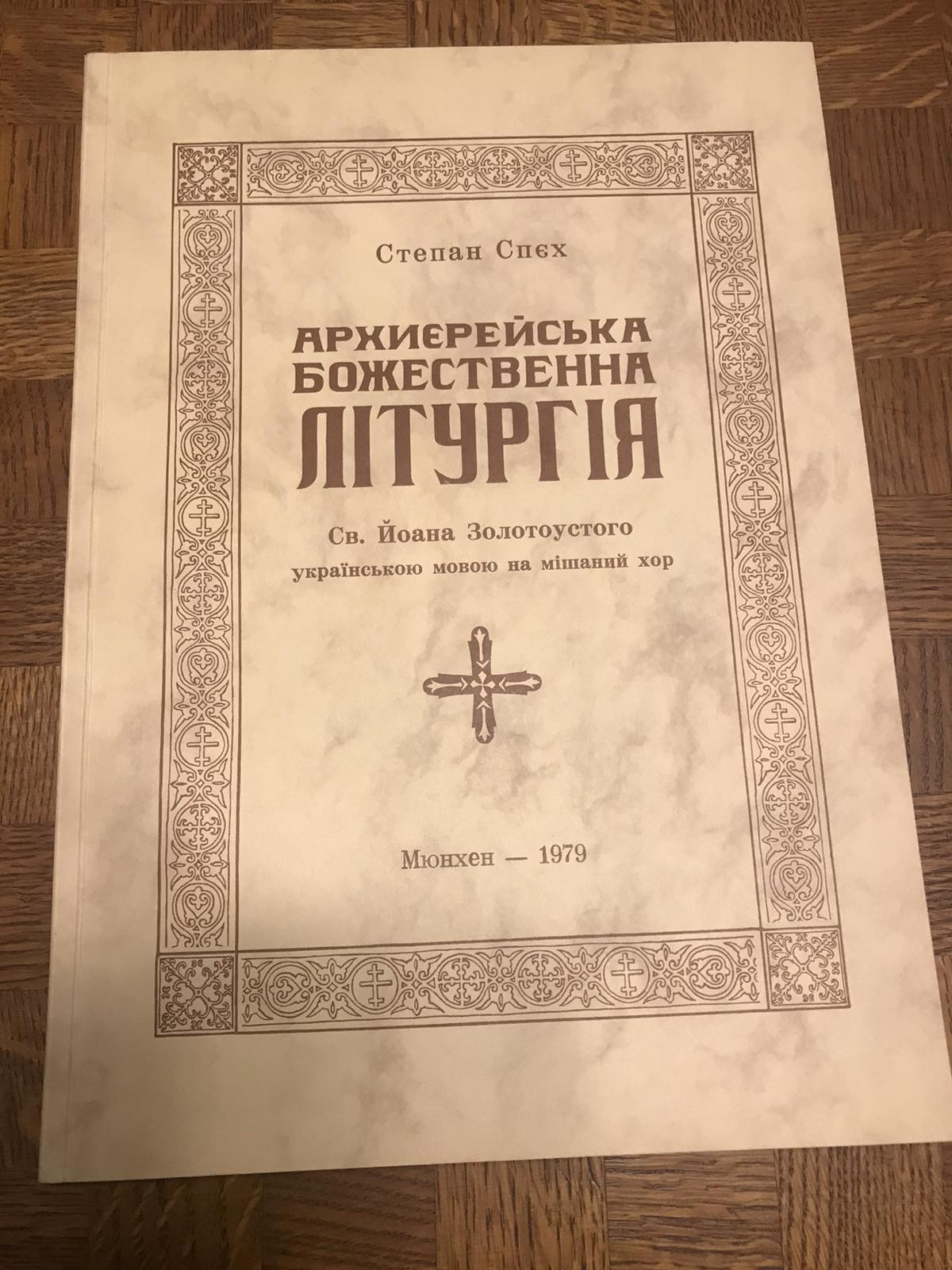
Обкладинка до твору "Архиєрейська Божественна Літургія" Степана Спеха

Збірка «Композиції», видана у 2005 році, де були зібрані понад 100 творів Степана Спєха, між ними також вибрані рукописи:
- 11 хорових композицій
- 5 дуетів
- 1 терцет
- 2 мелодекламації
- 2 твори зі супроводом фортепіано і віолончелі
- декілька творів для фортепіано, флейти і скрипки
- усі інші для сольоспіву, частинно разом із хором

«Божественна Літургія» для мішаного хору українською мовою, видана у 1979 році.